# Spodnji Tuštanj
Spodnji Tuštanj je naselje v Občini Moravče.
Na vzpetini nad vasjo stoji Grad Tuštanj